# Lista de escritores do título Amazing Spider-Man
O título Amazing Spider-Man teve a sua primeira edição publicada em Março de 1963, e é publicada até hoje, ininterruptamente. A primeira equipe criativa foi Stan Lee (roteiro) e Steve Ditko (arte).
Diversos roteiristas já fizeram parte da equipe criativa da revista (sendo que Stan Lee foi o único a escrever o título em dois períodos de tempo distintos).

## Lista de escritores
- Stan Lee (1962-1971)
- Roy Thomas (1971-1972)

Foi convidado por Stan Lee para substituí-lo como escritor da série após o número 100, mas rapidamente abdicou do posto, e Lee retornou brevemente. É o autor da Saga dos Seis Braços.
- Stan Lee (1972-1973)
- Gerry Conway (1973-1975)

Substituiu o criador do personagem, Stan Lee, como roteirista da série. Entre as histórias escritas por ele, se destaca A Noite em que Gwen Stacy Morreu.
- Len Wein (1975-1978)
- Marv Wolfman (1978-1980)
- Denny O'Neil (1980-1981)
- Roger Stern (1982-1984)

O roteirista é o criador do vilão Duende Macabro. Stern também é o escritor da famosa história O Garoto Que Colecionava Homem-Aranha.
- Tom DeFalco (1984-1986)

DeFalco foi um dos escritores da Saga do Clone. É o criador da personagem Spider-Girl, filha de Peter Parker e Mary Jane numa realidade alternativa.
- Jim Owsley (1987)
- David Michelinie (1987-1994)
- J.M. DeMatteis (1994-1995)
- Tom DeFalco (1995-1998)
- Howard Mackie (1999-2001)

- J. Michael Straczynski (2001-2008)

O escritor trouxe diversas mudanças nas origens do herói aracnídeo, dando um aspecto místico para explicar os poderes, ao invés da origem até então utilizada, que estava mais ligada à ficção científica da época (Década de 1960).
- Dan Slott (2008-2018)

Começou a escrever The Amazing Spider-Man alternando com outros roteiristas. Em 2018, tornou-se o escritor a mais tempo à frente do título.
- Nick Spencer (2018-2021)

Responsável por substituir o escritor de longa data do título, Dan Slott, Nick Spencer afirmou ter lido praticamente todas as histórias já publicadas do personagem em preparação.
• Zebb Wells (2022-)
Responsável por uma das fases mais polêmicas do personagem. Começou a escrever as histórias em Abril de 2022 e é o atual roteirista do personagem.